# Naurath (Wald)
Naurath é um município da Alemanha localizado no distrito de Trier-Saarburg, estado da Renânia-Palatinado.
Pertence ao Verbandsgemeinde de Hermeskeil.. De acordo com um censo de 2008, o município possuía 240 habitantes.